# Kristy Pigeon
Kristy Pigeon (12 augustus 1950) is een tennisspeelster uit de Verenigde Staten van Amerika.
Ze was een van de Original 9, de negen speelsters die aan de wieg van de Women's Tennis Association stonden.
Pigeon speelde tussen 1968 en 1972 op de grote tennistoernooien.
In 1968 won ze het juniorentoernooi van Wimbledon, door Lesley Hunt in de finale in twee sets te verslaan. Ook op het Amerikaanse nationale graskampioenschap voor meisjes van 1968 in Philadelphia bereikte zij de finale van het juniorentoernooi, die zij won van Linda Tuero. In 1971 vertegenwoordigde zij haar land op de Wightman Cup.